# Beihu
Beihu är ett stadsdistrikt och säte för stadsfullmäktige i Chenzhou i Hunan-provinsen i södra Kina.